# Падилья, Алекс
Алехандро Падилья (англ. Alejandro Padilla; род. 22 марта 1973, Лос-Анджелес, Калифорния) — американский политический и государственный деятель, представляющий Демократическую партию. Государственный секретарь Калифорнии (2015—2021), сенатор США от Калифорнии (с 2021).
22 ноября 2020 года стало известно, что губернатор Калифорнии Гэвин Ньюсом назначит Падилью сенатором США на место, освободившееся после избрания Камалы Харрис вице-президентом США.

## Биография
Родился и вырос в Лос-Анджелесе в семье иммигрантов из Мексики. В 1994 году получил степень бакалавра наук по машиностроению в Массачусетском технологическом институте. После его окончания вернулся в Лос-Анджелес и работал в Hughes Aircraft, писал программное обеспечение для систем космических спутников.
Политическую карьеру начал как член Демократической партии в 1995 году, в значительной степени в ответ на калифорнийский законопроект 187, не допускал нелегальных иммигрантов ко всем государственным услугам, включая государственное образование, но который, по его мнению, был мотивирован более широким нативизмом, демонизирующим как легальных, так и нелегальных иммигрантов.
В 1999 году был избран членом Городского совета Лос-Анджелеса, а через два года возглавил его. Падилья стал первым латиноамериканцем и самым молодым человеком, избранным председателем городского совета Лос-Анджелеса, победив действующего председателя Рут Галантер. 13 сентября 2001 года, через два дня после терактов 11 сентября 2001 года, Падилья на несколько дней стал исполняющим обязанности мэра Лос-Анджелеса, пока мэр Джеймс Хан уезжал из города. Los Angeles Times писала, что переход Падильи на должность мэра повысил его «политические акции». Во время своего пребывания на посту председателя городского совета Падилья также был избран президентом Лиги городов Калифорнии, став первым латиноамериканцем на этом посту.
В 2006—2014 член сената Калифорнии.
20 января 2021 года приведён к присяге в качестве первого в истории сенатора США от Калифорнии латиноамериканского происхождения.
В июне 2022 после праймериз был включён в бюллетени по выборам в 117-й конгресс и 118-й конгресс Сената США. Победил в обоих выборах.